# Лелешти (Бихор)
Лелешти (рум. Lelești) насеље је у Румунији у округу Бихор у општини Бунтешти. Oпштина се налази на надморској висини од 238 m.

## Становништво
Према подацима из 2002. године у насељу је живело 492 становника, од којих су сви румунске националности.